# Invicta Racing
A Virtuosi Racing (korábbi nevén Virtuosi UK) egy brit autóverseny csapat, amely a 2019-es FIA Formula–2 szezonra a megszűnt Russian Time helyét vette át a sorozatban. A nevezési listára UNI-Virtuosi néven kerültek fel.

## Története

### Auto GP
2012-ben alapította meg a csapatot Virtuosi UK néven Paul Devlin Declan és Lohan Andy Roche, Declan Lohan üzletember segítségével, Carleton Rode városában, hogy részt vegyenek az Auto GP-sorozatban. Leigazolták a GP2-es sorozatban versenyző norvég Pål Varhaugot. Több csapattársa is volt: az első fordulóban a Formula–3 Open Európa-bajnokságban szereplő Matteo Beretta, a második hétvégén az észt Sten Pentus, majd a harmadik versenytől a szezonzáróig Francesco Dracone. Varhaug az egész idényben versenyzett. Monzában, a Hungaroringen és Sonomában is versenyt tudott nyerni, ami nagyban hozzájárul ahhoz, hogy az év végi összetettben a 2. helyen végezzen, csapata pedig szintén az előkelő 2. helyen zárjon a konstruktőröknél.
2013-ra teljesen új pilótapárost igazoltak. Szerződtették a Formula–3 Európa-bajnokságon is megfordult Andrea Rodát, mellé pedig a Campos Racingtől áthozott, orosz Max Snegirev ült autóba. Ebben az évben indítottak a Comtec Racinggel közösen egy másik csapatot is, Comtec by Virtuosi néven. Ennek a gárdának a versenyzője,  Roberto La Rocca csak a 6. fordulóban csatlakozott a mezőnyhöz. Az előző évtől eltérően a pilótáknak még csak dobogóra sem sikerült állniuk, a csapatok rangsorában pedig csak a 7. helyen végeztek.
2014-re meghosszabbították Roda szerződését, aki teljes évet futott. Az évadnyitón kivételesen három autót is szerepeltettek, melyeket Richard Gonda és Sam Dejonghe terelgettek. Imolára visszatért a második autó, amelyet egy korábbi sikeres pilóta, Pål Varhaug vezetett, Spilbergtől pedig a Zele Racingtől eligazolt, magyar Kiss Pál Tamás vehette birtokba. 2012 óta megszerezték első diadalukat, melyet Roda szerzett Ausztriában, majd a Nürburgringen és Estorilban Kiss Pál Tamás is egy-egy győzelmet aratott, ezeknek is köszönhetően az istálló ezüstérmes lett a konstruktőri pontversenyben.
2015-ben egyetlen állandó szezonos versenyzőjük volt, a Német Formula–3-ból szerződtetett Nyikita Zlobin. Az egész idény mindössze két helyszínből (4 verseny) állt, mert a széria iránt gyenge volt az érdeklődés. Ebben az évben távozott a GP2-ből az iSport International csapata, akiknek a helyét a Russian Time vette át, melyet a Virtuosi Racing szakemberei vezettek.

### Formula–2

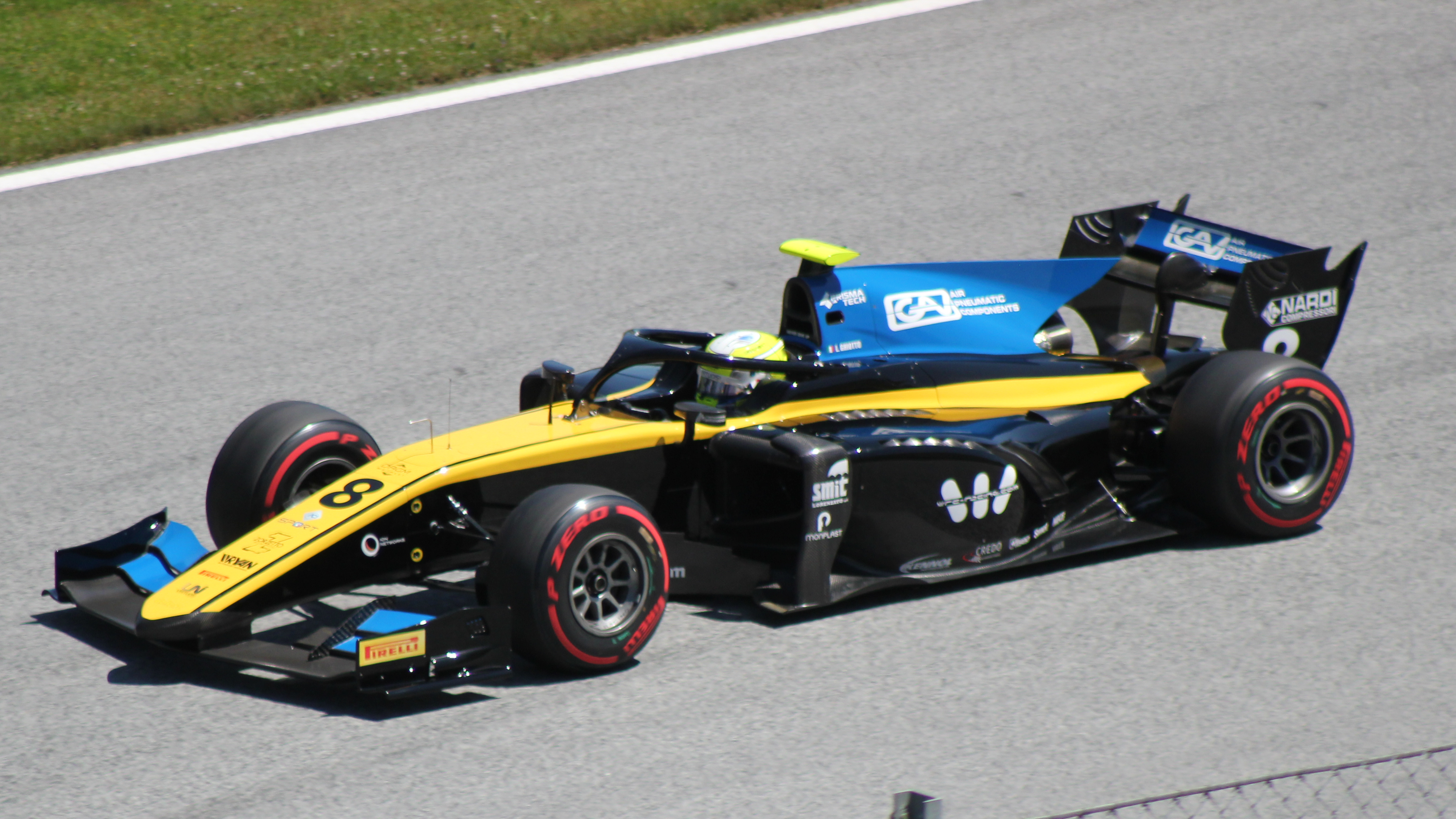
Luca Ghiotto a csapat versenyautójában 2019-ben

2018. december 4-én hivatalosan bejelentették, hogy a Russian Time együttesét ők váltják a 2019-es FIA Formula–2 bajnokságban, UNI-Virtuosi Racing néven. A következő két napban fény derült a pilótapáros kilétére is. Előbb a kínai újonc, Csou Kuan-jüt, majd az olasz Luca Ghiottot jelentették be.
Haza pályájukon, Silverstoneban meglepetésre a kínai fiatal pole-pozíciót szerzett a főfutamra, majd a versenyen a 3. lett, csapattársa Ghiotto pedig győzelmet aratott. Az összetettben a 2. pozíciót érték el újonccsapatként. 2019 decemberében A sorozat év végi gáláján, Csou Kuan-jü érdemelte ki először az Anthoine-Hubert díjat, melyet először adtak át a bajnokság legjobb újoncának. Nevét a belga hétvégén halálos balesetet szenvedő francia Anthoine Hubertről kapta.
2020-ra Csou Kuan-jü maradt a cég kötelékében, társa pedig a Ferrari versenyzői akadémia tagja, Callum Ilott lett. 2020. július 3-án Kuan-jü rögtön megszerezte az évad első rajtelsőségét. Egy nappal később a startnál nagy csatában volt Ilottal, majd a 26. körben autója lelassult elektromos problémák miatt és a mezőny végére esett vissza, miközben Ilott nyert. Szeptember 27-én a kínai versenyző Szocsiban első futamgyőzelmét ünnepelhette, de mivel a versenyt egy baleset miatt félbeszakították és nem indították el újra, ezért csak félpontokat kapott. Ilott a legutolsó versenyig harcban volt a bajnoki címért, amelyet végül 14 ponttal elvesztett Mick Schumacherrel szemben. Az első rajtkockák tekintetében Ilott szerezte a legtöbbet a versenyzők közül, szám szerint ötöt.
2020. december 7-én a vezetők hivatalosan bejelentették a brazil Felipe Drugovich szerződtetését a 2021-es évadra. 2021. február 10-én az Alpine bejelentette, hogy Csou Kuan-jü is marad a istállónál.
A 2022-es évre új versenyzőket szerződtetett a csapat: Jack Doohan és Szató Marino fogják vezetni az alakulat autóit.

## Jelenlegi sorozatok

### Idővonal
| Jelenlegi bajnokságok    | Jelenlegi bajnokságok |
| ------------------------ | --------------------- |
| FIA Formula–2 bajnokság  | 2019–                 |
| Brit Formula–4-bajnokság | 2022–                 |
| Korábbi bajnokságok      |                       |
| Auto GP                  | 2012–2015             |
| GP2[A]                   | 2015–2016             |

### FIA Formula–2 bajnokság
| Év   | Autó                       | Versenyzők        | Verseny | Győzelem | Pole | Leggyorsabb kör | Dobogós helyezés | Pont  | Helyezés (Versenyzők) | Helyezés (Csapat) |
| ---- | -------------------------- | ----------------- | ------- | -------- | ---- | --------------- | ---------------- | ----- | --------------------- | ----------------- |
| 2019 | Dallara F2 2018-Mecachrome | Luca Ghiotto      | 22      | 4        | 2    | 2               | 9                | 207   | 3.                    | 2.                |
| 2019 | Dallara F2 2018-Mecachrome | Csou Kuan-jü      | 22      | 0        | 1    | 2               | 5                | 140   | 7.                    | 2.                |
| 2020 | Dallara F2 2018-Mecachrome | Callum Ilott      | 24      | 3        | 5    | 1               | 6                | 201   | 2.                    | 2.                |
| 2020 | Dallara F2 2018-Mecachrome | Csou Kuan-jü      | 24      | 1        | 1    | 3               | 6                | 151,5 | 6.                    | 2.                |
| 2021 | Dallara F2 2018-Mecachrome | Felipe Drugovich  | 21      | 0        | 0    | 0               | 4                | 105   | 8.                    | 2.                |
| 2021 | Dallara F2 2018-Mecachrome | Csou Kuan-jü      | 22      | 4        | 1    | 1               | 9                | 183   | 3.                    | 2.                |
| 2022 | Dallara F2 2018-Mecachrome | Jack Doohan       | 28      | 3        | 3    | 4               | 6                | 128   | 6.                    | 7.                |
| 2022 | Dallara F2 2018-Mecachrome | Szató Marino      | 28      | 0        | 0    | 0               | 0                | 6     | 22.                   | 7.                |
| 2023 | Dallara F2 2018-Mecachrome | Jack Doohan       | 25      | 3        | 2    | 3               | 5                | 168   | 3.                    | 5.                |
| 2023 | Dallara F2 2018-Mecachrome | Amaury Cordeel    | 26      | 0        | 0    | 0               | 0                | 8     | 20.                   | 5.                |
| 2024 | Dallara F2 2024-Mecachrome | Gabriel Bortoleto |         |          |      |                 |                  |       |                       |                   |
| 2024 | Dallara F2 2024-Mecachrome | Kush Maini        |         |          |      |                 |                  |       |                       |                   |

* A szezon jelenleg is zajlik.
| Év   | Versenyző        | 1    | 2    | 3    | 4    | 5   | 6   | 7    | 8    | 9    | 10   | 11  | 12  | 13  | 14  | 15   | 16   | 17  | 18  | 19   | 20   | 21   | 22   | 23   | 24   | 25  | 26  | 27  | 28  | Helyezés (csapat) | Pont  |
| ---- | ---------------- | ---- | ---- | ---- | ---- | --- | --- | ---- | ---- | ---- | ---- | --- | --- | --- | --- | ---- | ---- | --- | --- | ---- | ---- | ---- | ---- | ---- | ---- | --- | --- | --- | --- | ----------------- | ----- |
| 2019 |                  | BHR  | BHR  | AZE  | AZE  | SPA | SPA | MON  | MON  | FRA  | FRA  | AUT | AUT | GBR | GBR | HUN  | HUN  | BEL | BEL | ITA  | ITA  | RUS  | RUS  | UAE  | UAE  |     |     |     |     | 2.                | 347   |
| 2019 | Csou Kuan-jü     | 10   | 4    | Ki   | 10   | 3   | 4   | 5    | 3    | 4    | 3    | 6   | 8   | 3   | 8   | 9    | 9    | T   | T   | Ki   | 4    | 10   | 5    | 3    | 8    |     |     |     |     | 2.                | 347   |
| 2019 | Luca Ghiotto     | 2    | 1    | 9    | Ki   | 4   | 2   | Kiz  | Ki   | Ki   | 12   | 2   | 2   | 1   | 15  | 4    | 8    | T   | T   | 2    | 15   | 4    | 1    | 6    | 1    |     |     |     |     | 2.                | 347   |
| 2020 |                  | AUT1 | AUT1 | AUT2 | AUT2 | HUN | HUN | GBR1 | GBR1 | GBR2 | GBR2 | SPA | SPA | BEL | BEL | ITA1 | ITA1 | MUG | MUG | RUS‡ | RUS‡ | BHR1 | BHR1 | BHR2 | BHR2 |     |     |     |     | 2.                | 352,5 |
| 2020 | Csou Kuan-jü     | 17   | 14   | 3    | 4    | 10  | 8   | 2    | 9    | 9    | 7    | 3   | 14  | 7   | 3   | 5    | Hn   | Ki  | 5   | 8    | 1    | 14   | 5    | 2    | 4    |     |     |     |     | 2.                | 352,5 |
| 2020 | Callum Ilott     | 1    | 9    | 5    | 5    | 8   | 2   | 5    | Ki   | 1    | 6    | 5   | 8   | 10  | Ki  | 6    | 1    | 12  | 6   | 3    | 7    | 2    | 16   | 5    | 10   |     |     |     |     | 2.                | 352,5 |
| 2021 |                  | BHR  | BHR  | BHR  | MON  | MON | MON | AZE  | AZE  | AZE  | GBR  | GBR | GBR | ITA | ITA | ITA  | RUS  | RUS | RUS | KSA‡ | KSA‡ | KSA‡ | UAE  | UAE  | UAE  |     |     |     |     | 2.                | 288   |
| 2021 | Csou Kuan-jü     | 7    | 3    | 1    | 1    | 15  | 5   | 3    | Ki   | 13   | Ki   | 11  | 1   | 2   | 8   | 2    | Ni   | T   | 6   | 17   | 8    | 4    | 8    | 1    | 2    |     |     |     |     | 2.                | 288   |
| 2021 | Felipe Drugovich | 16   | 14   | 9    | 2    | 14  | 3   | 14   | 10   | 4    | 4    | 7   | 6   | Ki  | 17  | 13   | Ni   | T   | Ni  | 4    | 10   | 5    | 2    | 5    | 3    |     |     |     |     | 2.                | 288   |
| 2022 |                  | BHR  | BHR  | JDH  | JDH  | IMO | IMO | CAT  | CAT  | MON  | MON  | BAK | BAK | SIL | SIL | RBR  | RBR  | LEC | LEC | HUN  | HUN  | SPA  | SPA  | ZAN  | ZAN  | MNZ | MNZ | YMC | YMC | 7.                | 134   |
| 2022 | Jack Doohan      | 10   | 10   | Ki   | 9    | 11  | Ki  | 6    | 2    | 7    | 4    | 11  | 13  | 1   | 9   | 3    | 19   | 4   | 5   | 1    | Ki   | 2    | 1    | 9    | Ki   | 6   | Ki  | 7   | Ki  | 7.                | 134   |
| 2022 | Szató Marino     | 16   | 11   | 8    | 17   | 16  | 11  | 17   | 19   | 15   | 10   | 17† | 8   | Ki  | 15  | Ki   | 16   | 9   | Ki  | 15   | 15   | 12   | 15   | 19   | Ki   | 11  | 11  | 19  | 15  | 7.                | 134   |
| 2023 |                  | BHR  | BHR  | JDH  | JDH  | AUS | AUS | AZE  | AZE  | MON  | MON  | CAT | CAT | RBR | RBR | SIL  | SIL  | HUN | HUN | SPA  | SPA  | ZAN  | ZAN  | MNZ  | MNZ  | YMC | YMC |     |     | 5.                | 176   |
| 2023 | Jack Doohan      | 11   | 16   | 7    | 2    | Ki  | 8   | 17†  | 15   | 6    | Ki   | 5   | 6   | 7   | 4   | 3    | 4    | 10  | 1   | 5    | 1    | 6    | Ni   | 9    | 6    | 6   | 1   |     |     | 5.                | 176   |
| 2023 | Amaury Cordeel   | 21   | 15   | 19   | 20   | 12  | 13  | 9    | 19   | Ki   | Hn   | 17  | 19  | 15  | 17  | 16   | Ki   | 19  | 21  | Ki   | 15   | 16   | 8    | Ki   | 8    | 17  | 16  |     |     | 5.                | 176   |

Megjegyzések:
- † — Nem fejezte be a futamot, de rangsorolva lett, mert teljesítette a versenytáv 90%-át.
- ‡ – A 2020-as orosz nagydíj sprintversenyét és a 2021-es szaúd-arábiai nagydíj főversenyét félbe kellett szakítani. A mezőny nem teljesítette a versenytáv 75%-át, így mindössze fél pontokat osztottak ki.

### Brit Formula–4-bajnokság
| Év   | Autó           | Versenyzők     | Verseny | Győzelmek | Pole | Leggyorsabb kör | Pont | Helyezés (Versenyzők) | Helyezés (Csapat) |
| ---- | -------------- | -------------- | ------- | --------- | ---- | --------------- | ---- | --------------------- | ----------------- |
| 2022 | Tatuus F4-T421 | Michael Szin   | 30      | 1         | 0    | 1               | 87   | 11.                   | 5.                |
| 2022 | Tatuus F4-T421 | Edward Pearson | 30      | 0         | 0    | 0               | 81   | 12.                   | 5.                |
| 2023 | Tatuus F4-T421 | Aqil Alibhai   | 30      | 1         | 0    | 0               | 169  | 8.                    | 6.                |
| 2023 | Tatuus F4-T421 | Douwe Dedecker | 30      | 0         | 0    | 0               | 26   | 21.                   | 6.                |
| 2023 | Tatuus F4-T421 | Kai Daryanani  | 29      | 0         | 0    | 0               | 8    | 24.                   | 6.                |

## Korábbi sorozatok

### Auto GP
| Év   | #  | Versenyzők          | Verseny | Győzelmek | Pole | Leggyorsabb kör | Dobogós helyezés | Pont | Helyezés (Versenyzők) | Helyezés (Csapat) |
| ---- | -- | ------------------- | ------- | --------- | ---- | --------------- | ---------------- | ---- | --------------------- | ----------------- |
| 2012 | 6  | Matteo Beretta      | 2       | 0         | 0    | 0               | 0                | 0†   | 24.†                  | 2.                |
| 2012 | 6  | Sten Pentus         | 2       | 0         | 0    | 0               | 0                | 14†  | 15.†                  | 2.                |
| 2012 | 6  | Francesco Dracone   | 10      | 0         | 0    | 0               | 0                | 14   | 16.                   | 2.                |
| 2012 | 7  | Pål Varhaug         | 14      | 3         | 0    | 1               | 8                | 183  | 2.                    | 2.                |
| 2013 | 5  | Andrea Roda         | 16      | 0         | 0    | 0               | 0                | 45   | 12.                   | 7.                |
| 2013 | 6  | Max Snegirev        | 16      | 0         | 0    | 0               | 0                | 24   | 13.                   | 7.                |
| 2014 | 4  | Andrea Roda         | 16      | 1         | 0    | 0               | 5                | 166  | 4.                    | 2.                |
| 2014 | 6  | Richard Gonda       | 4       | 0         | 0    | 0               | 0                | 0    | 22.                   | 2.                |
| 2014 | 11 | Sam Dejonghe        | 6       | 0         | 0    | 0               | 1                | 41   | 10.                   | 2.                |
| 2014 | 11 | Pål Varhaug         | 2       | 0         | 0    | 0               | 1                | 24   | 15.                   | 2.                |
| 2014 | 11 | Kiss Pál Tamás      | 6       | 2         | 1    | 0               | 4                | 207† | 2.†                   | 2.                |
| 2015 | 72 | Nyikita Zlobin      | 4       | 0         | 0    | 0               | 0                | 30   | 4.                    | 3.                |
| 2015 | 5  | Johnny Cecotto, Jr. | 2       | 0         | 0    | 0               | 1                | 22   | 8.                    | 3.                |

† Megosztott eredmények más csapatokkal.